# Camponotus macareaveyi
Camponotus macareaveyi är en myrart som beskrevs av Taylor 1992. Camponotus macareaveyi ingår i släktet hästmyror, och familjen myror. Inga underarter finns listade.